# Quentalia viridans
Quentalia viridans is een vlinder uit de familie van de echte spinners (Bombycidae). De wetenschappelijke naam van de soort is voor het eerst geldig gepubliceerd in 1922 door Paul Dognin.